# Capella da Senhora do Rosario
Capela de Nossa Senhora do Rosário localizada na região de Cuiabá, distrito de Mestre Caetano, município de Sabará, cuja área é, atualmente, da Mineradora AngloGold Ashanti
A Capela de Nossa Senhora do Rosário do Cuiabá do Povo foi assim referida pelo bispo de Mariana, Dom Frei José da Santíssima Trindade, em sua visita pastoral de 1822. Sem maiores documentações sobre a instituição e construção da capela, presume-se que foi edificada por volta de 1720-1730, em época bem anterior ao mencionado ano de 1787. Um Missal encontrado na sacristia e ainda hoje existente traz a data da edição de Antuérpia de 1756.
Encontrando-se em 1834 sem pessoa que cuidasse de sua manutenção e conservação, foi provido como zelador e fabriqueiro da capela o tenente José Joaquim da Silva. O arquiteto Olavo Pereira da Silva, nas suas pesquisas, localizou documentos na própria capela que comprovam a atividade regular do templo de 1840 a 1884, dentre os quais um “Inventário dos bens pertencentes à Fábrica da Capela de Nossa Senhora do Rosário do Cuiabá”, constante de livro com termo de abertura datado de 1857.
Atualmente, permanece isolada, sem os ritos tradicionais, dentro da área de mineração reativada em 1990 e explorada, a partir de 1999, pela AngloGold Ashanti Company que, por sua vez, a partir da instalação da exploração mecanizada de caráter industrial, interfere intensamente no contexto original e ambiental do conjunto formado por essas edificações religiosas.
A pequena Capela de Nossa Senhora do Rosário de Cuiabá constitui exemplar remanescente de construção religiosa de natureza rural, erguida pelos fundadores de arraiais do século XVIII na região de Sabará, documentando, portanto, a religiosidade das populações mineiras afastadas dos grandes centros. No entanto, pela sua localização dentro da área de mineração, a comunidade, impedida de frequentar a capela, deixou de realizar os seus ritos tradicionais e as suas festas religiosas.